# St. Barbara (Liblar)

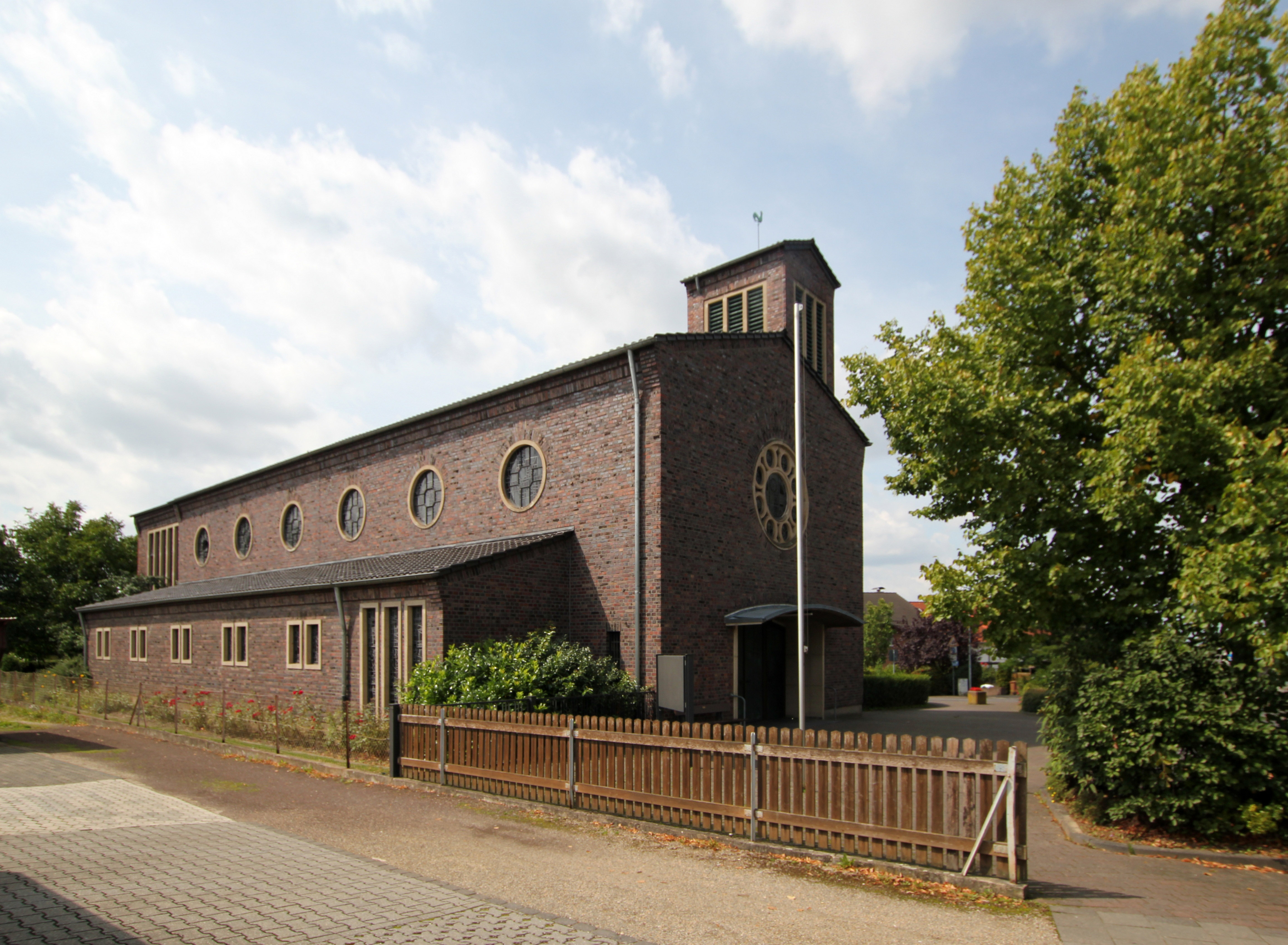
St. Barbara

Die römisch-katholische Pfarrkirche St. Barbara liegt in Liblar, einem Stadtteil von Erftstadt im Rhein-Erft-Kreis.

## Geschichte
Um die Jahrhundertwende war die Pfarrgemeinde St. Alban in Liblar durch den Zuzug von Arbeitern, die in der Braunkohleindustrie beschäftigt waren, so angewachsen, dass der Pfarrer schon 1901 die erzbischöfliche Behörde auf die Notwendigkeit hinwies, in der neu entstandenen Bergarbeitersiedlung „Donatusdorf“ in der Nähe des Liblarer Bahnhofs eine neue Kirche für die Katholiken zu bauen. 1910 wurde in Donatusdorf ein Bauverein gegründet, der durch Sammlungen Geld zum Bau der Kirche zusammen trug und ein Baugrundstück erwarb. Auch für die Evangelischen war bereits 1911 ein Kirchbauverein gegründet worden, der dann 1926 eine Kirche, die Friedenskirche, realisieren konnte. Der Erste Weltkrieg verhinderte jedoch den für das Jahr 1914 geplanten Baubeginn im Donatusdorf. Daher fand seit 1918 an Sonntagen der katholische Gottesdienst in einem Schulraum der dortigen Schule statt. Nach dem Ersten Weltkrieg wurde zunächst in dem ebenfalls zur Pfarrgemeinde St. Alban gehörenden Köttingen eine katholische Kirche gebaut. Das 1922 in Oberliblar umbenannte Donatusdorf erhielt 1925 eine Holzbaracke als Notkirche. In diesem Provisorium wurde der Gottesdienst bis nach dem Zweiten Weltkrieg gehalten. Erst 1952 konnte an der Bergstraße der Grundstein für eine neue Kirche gelegt werden, die 1953 nach knapp einem Jahr Bauzeit fertiggestellt war und der Schutzheiligen der Bergleute, der hl. Barbara, geweiht wurde.

## Beschreibung
Der Kölner Architekt Paul Noven realisierte eine schlichte Kirche im Basilikastil mit niedrigen Seitenschiffen, höherem Mittelschiff und überragendem seitlichen Kirchturm. Die Fassaden bestehen aus hart gebrannten Klinkern. Rundfenster durchbrechen den Obergaden, rechteckige Fensterpaare die Seitenwände. West- und Ostwand des südlichen Kirchenbereiches sind durch hohe Fensterbänder fast ganzflächig verglast, während die Südwand fensterlos ist. An der nördlichen Eingangsseite befindet sich über dem viertürigen Portal mit einem vorgesetzten Segmentbogen eine große ummauerte Fensterrosette. Im Giebel des an der Westseite angebauten Turms sind Schallöffnungen angebracht. An der Westseite schließen sich Sakristei und Pfarrhaus an.

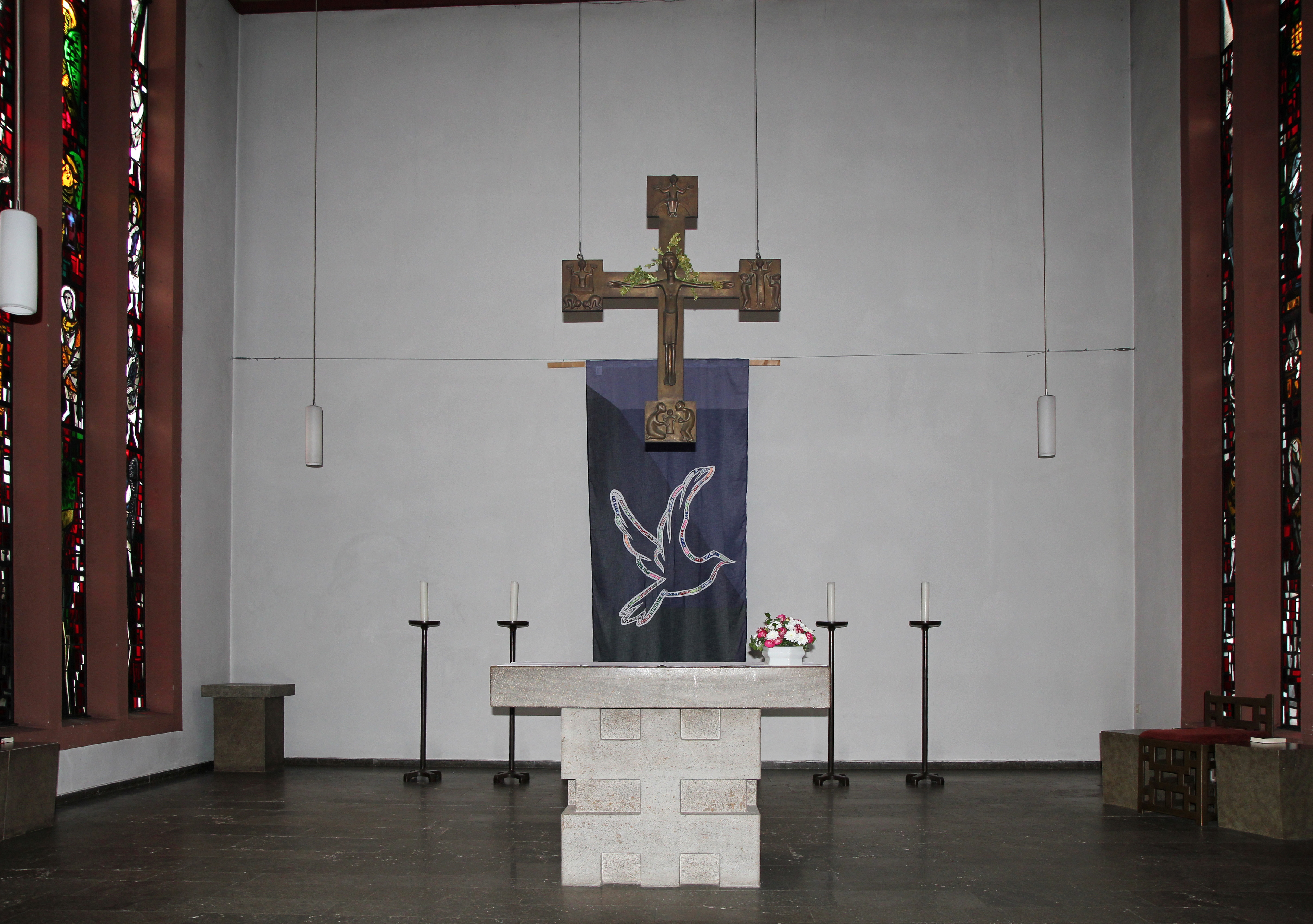
Chorbereich

Ein kleiner Vorraum führt in den Innenraum der Kirche. Das weite Mittelschiff lenkt den Blick auf den Altar im Chorraum, der drei Stufen über dem Niveau des Kirchenschiffes liegt.
Das Hängekreuz über dem Altar ist eine Arbeit des Künstlers Toni Zenz. Auch die Mensa und das Lesepult aus Westerwälder Trachyt sind Arbeiten des Künstlers. Auf jeder Seite des Chores befinden sich fünf raumhohe Fensterbänder in leuchtenden Farben mit Bibelszenen, die der Glasmaler Jakob Schwarzkopf aus Trier 1967 schuf.
Das Westfenster zeigt alttestamentliche Szenen. In der Mitte des Westfensters thront König David über Mose und dem brennenden Dornbusch. Die ihn umgebenden zwölf Männer symbolisieren die Zwölf Stämme Israels, die siebenarmige Menora den siebenarmigen Leuchter im Tempel zu Jerusalem und die beiden Gesetzestafeln die Zehn Gebote.
Das Ostfenster zeigt neutestamentliche Szenen in Anlehnung an die Offenbarung des Johannes. In der Mitte des Fensters hat er eine Vorstellung des Himmlischen Jerusalems gestaltet. Die 24 Ältesten umringen den auf dem Thron sitzenden Christus. Das Lamm zu seinen Füßen, umgeben von den Evangelistensymbolen, ruht auf dem mit sieben Siegeln verschlossenen Buch.

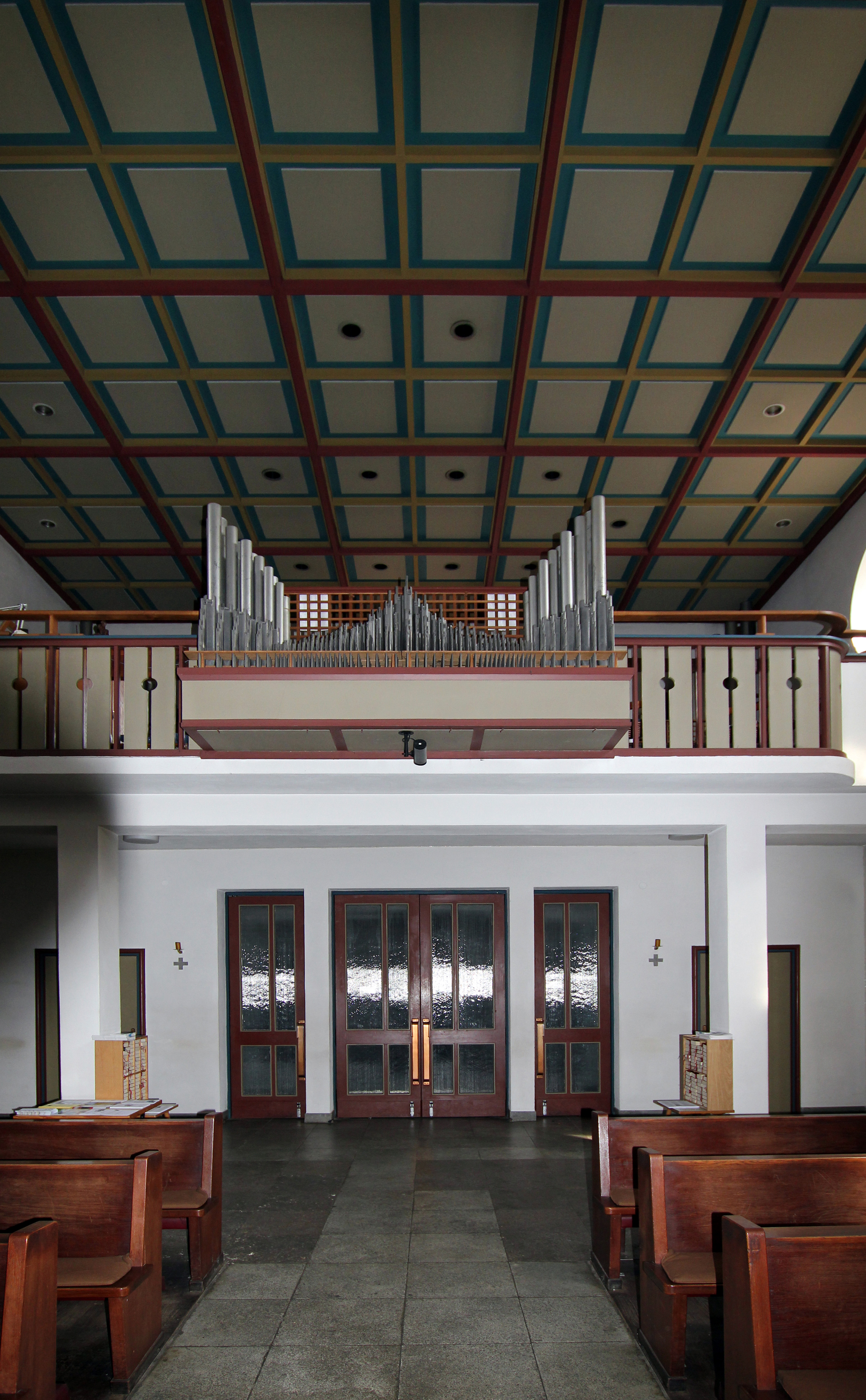
Orgelempore

Im östlichen Seitenschiff steht der Tabernakel aus getriebenem Messing, eine Arbeit von Jakob Riffeler. Auf der Vorderseite ist eine Szene aus dem Letzten Abendmahl dargestellt mit den Worten: HOC EST ENIM CORPUS MEUM (das ist mein Leib). Beidseitig sind Darstellungen von christlichen Symbolen, Ähren und Trauben angeordnet, an den Seiten Pelikan und Phönix dargestellt.
Am Eckpfeiler mit dem Grundstein AD MCMLII (Im Jahre des Herrn 1952) steht eine Holzfigur der Kirchenpatronin St. Barbara.
An der Wand befindet sich zwischen den fünf Fensterpaaren ein Bilderzyklus des Künstlers Egino Weinert, darin eingefügt ein Kreuzigungsgemälde des Künstlers Jan Schlesinger. Am Nordende des Seitenschiffes liegt die Taufkapelle. Auf dem von Riffeler gestalteten Deckel des Taufbeckens sind drei Fische hervorgehoben. Vom Kristallknauf steigt eine bronzene Taube auf. Die Fenster der Taufkapelle sind ein Werk des Künstlers Jakob Schwarzkopf.
Im westlichen Seitenschiff steht an der Altarseite eine modern gestaltete Madonna. Sie ist ein Geschenk der Gemeinde St. Alban zur Weihung der Kirche 1953.
Das ebenerdige Turmgeschoss ist als Marienkapelle ausgestaltet. Die Marienstatue ist unbekannter Herkunft. Die Farbfenster nehmen Bezug auf das Marienleben. Die von zwei Pfeilern gestützte Orgelempore besitzt eine Kassettendecke. Die Orgel mit 15 Registern wurde 1955 von der Orgelbaufirma Romanus Seifert in Kevelaer geliefert.
In der Glockenstube hängen fünf Glocken: Marienglocke, Donatusglocke, Josefsglocke, Barbaraglocke und Matthiasglocke, die in der Tonfolge des lateinischen Te Deum gestimmt sind. Sie wurden von der Glockengießerei Petit & Gebr. Edelbrock in Gescher gegossen.